# كاستيلا (إففويا)
كاستيلا (Καστέλλα) هي مدينة في إففويا في مقاطعة كينتريكي إلادا في اليونان.
يبلغ عدد سكانها حوالي 1321  نسمة.